# Kostjantyn Kryschyzkyj

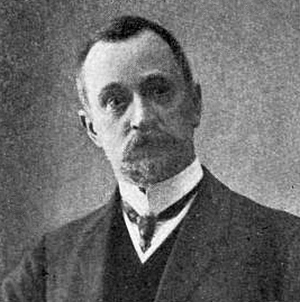
Kostjantyn Kryschyzkyj, Anfang 20. Jahrhundert

Kostjantyn Jakowytsch Kryschyzkyj (* 17. Julijul. / 29. Juli 1858greg. in Kiew, Gouvernement Kiew, Russisches Kaiserreich; † 4. Märzjul. / 17. März 1911greg. in Sankt Petersburg, Russisches Kaiserreich) war ein ukrainisch-russischer Landschaftsmaler.

## Leben
Kostjantyn Kryschyzkyj ging in Kiew zur Schule und studierte anschließend Malerei an der Kiewer Zeichenschule von Mykola Muraschko. 
1877 ging er zum Studium der Malerei an die Sankt Petersburger Akademie der Künste und schloss dort das Studium 1884 bei dem Professor und Landschaftsmaler Michail Clodt von Jürgensburg mit Bestnoten ab. Mit seinen Bildern errang er in wenigen Jahren hohe Ehren.
In seinen zahlreichen Landschaftsgemälden fing er die einzigartige Schönheit, und den Charme seiner Heimat ein. Mit demselben Enthusiasmus malte er aber auch Landschaften von Russland, dem Baltikum, Finnland und Norwegen.
Kryschyzkyj lehrte zwischen 1884 und 1906 Malerei am Nicholas-Orphan-Zeicheninstitut in Sankt Petersburg. 1887 war er einer der Gründer der Gesellschaft der russischen Aquarellisten. 1889 wurde er Akademiker der Malerei und 1900 wurde er Mitglied der russischen Akademie der Künste.
Als er fälschlicherweise von seinen Kritikern des Plagiats beschuldigt wurde, beging er in Sankt Petersburg Suizid. Dort wurde er auf dem Smolensk-Friedhof bestattet. Die von Marija Lwowna Dillon geschaffene Bronzeskulptur seines Grabdenkmals wurde nach der Oktoberrevolution eingeschmolzen.

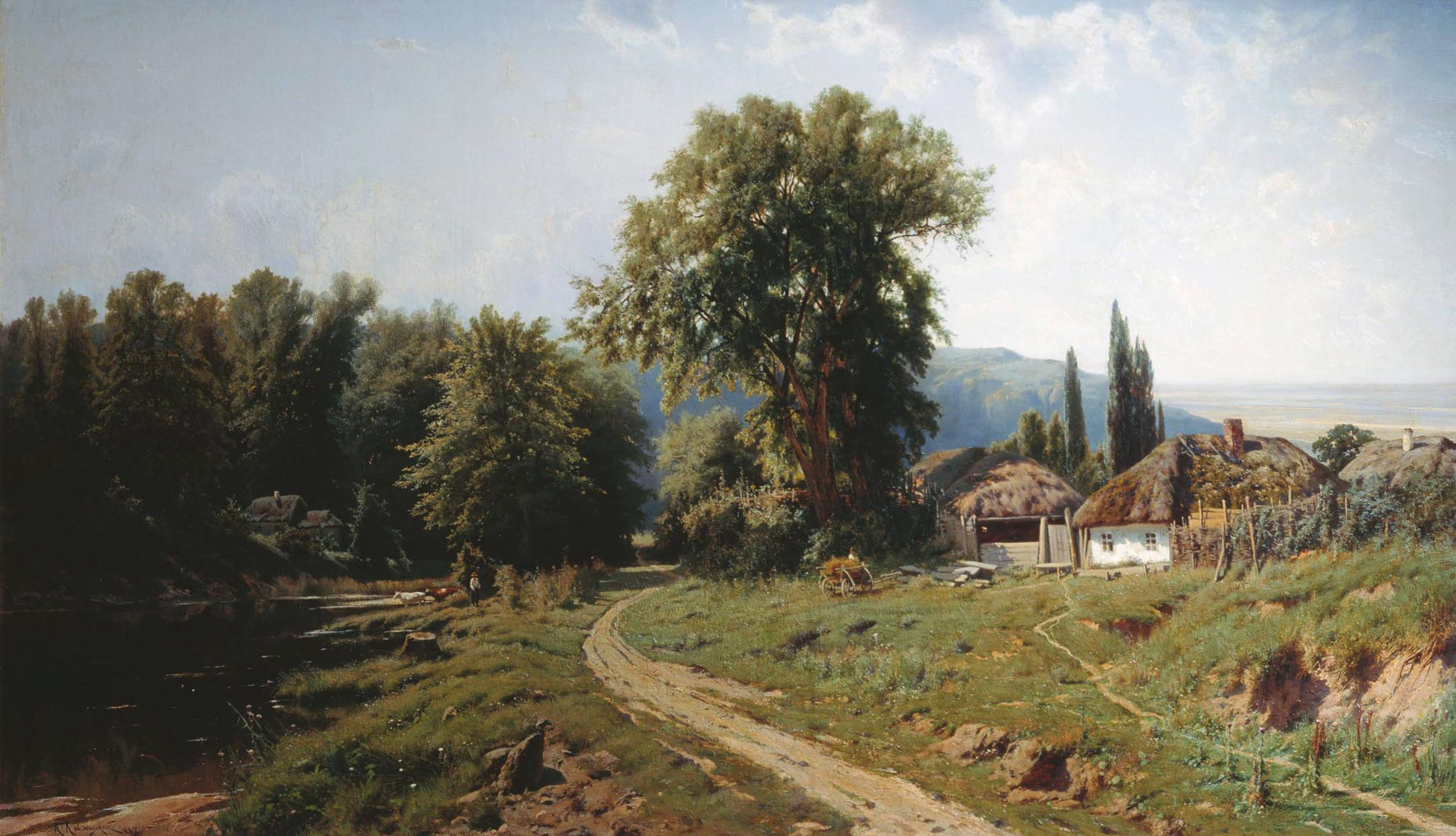
Weiler in Kleinrussland, 1884
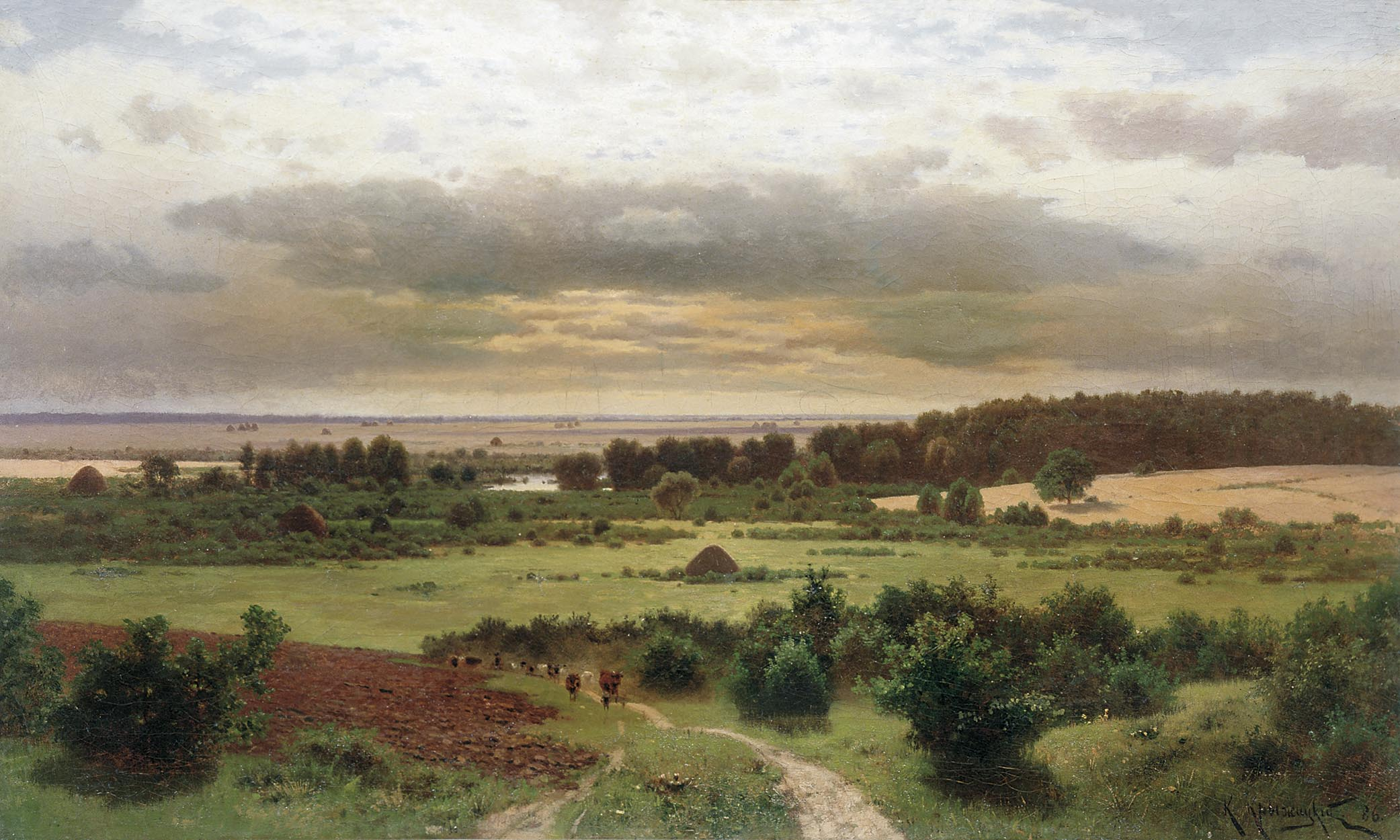
Ferner Wald, 1900
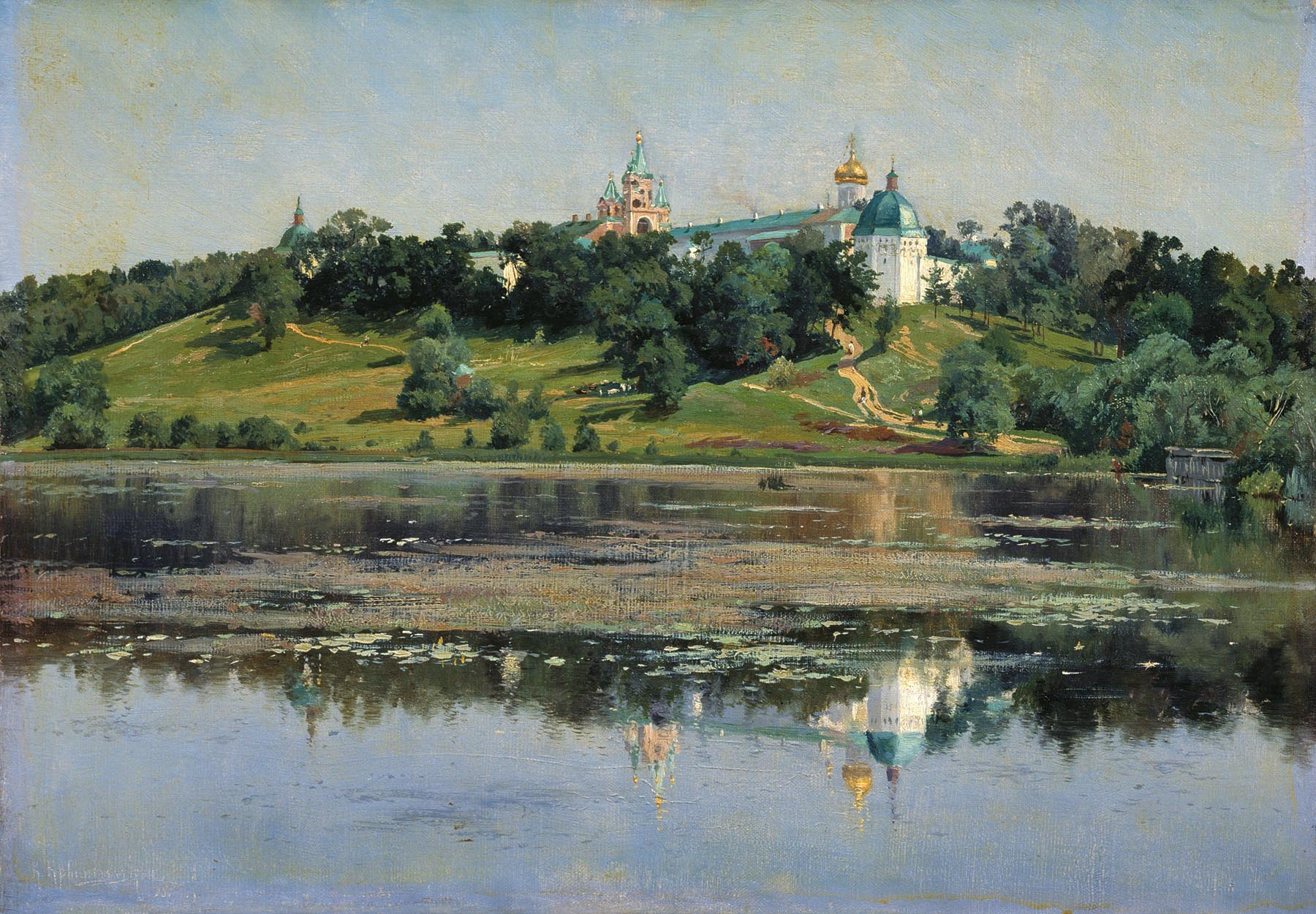
Swenigorod, Ende 19. Jahrhundert
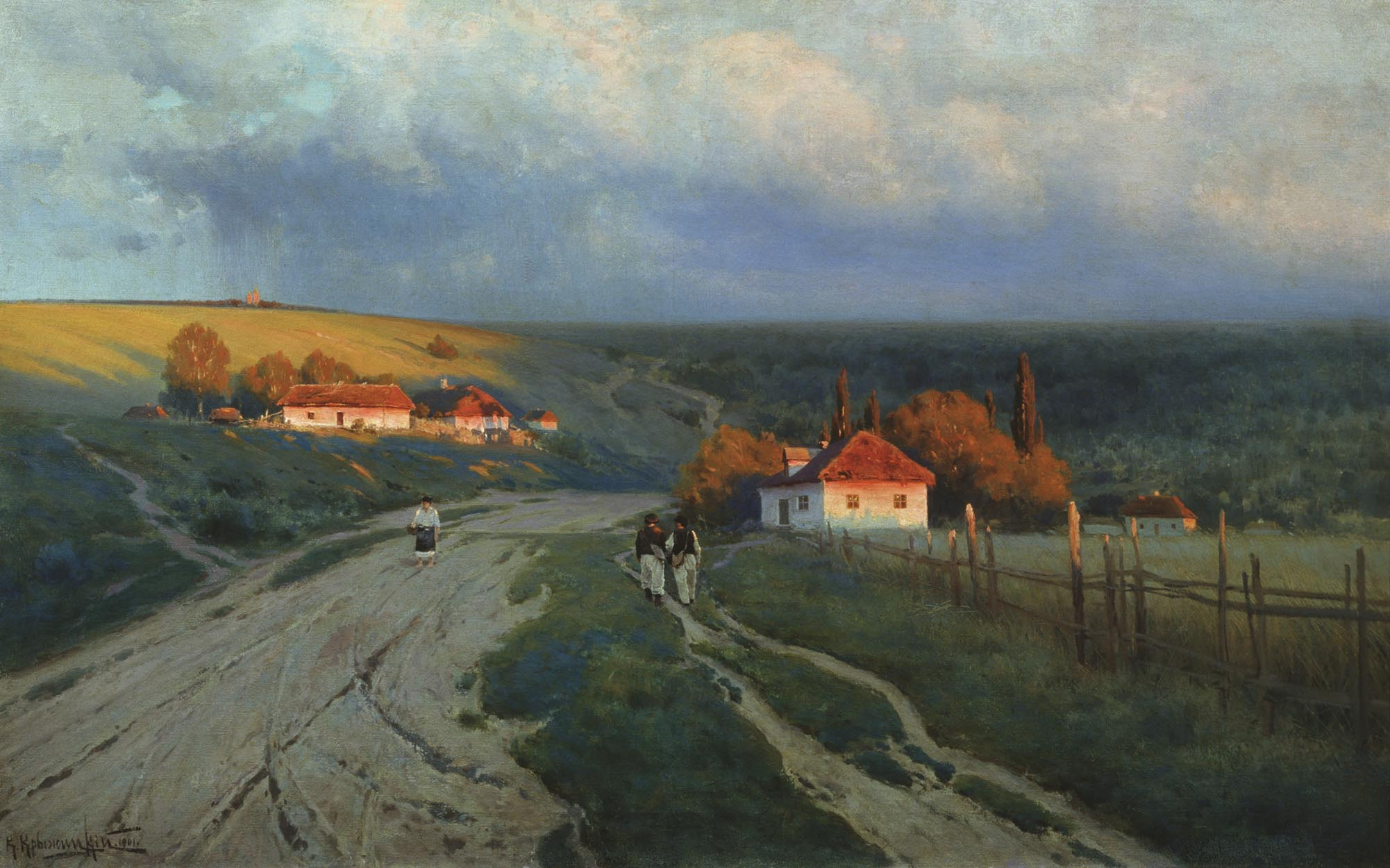
Abendliche Ukraine, 1901